# Lucy Nicolar Poolaw

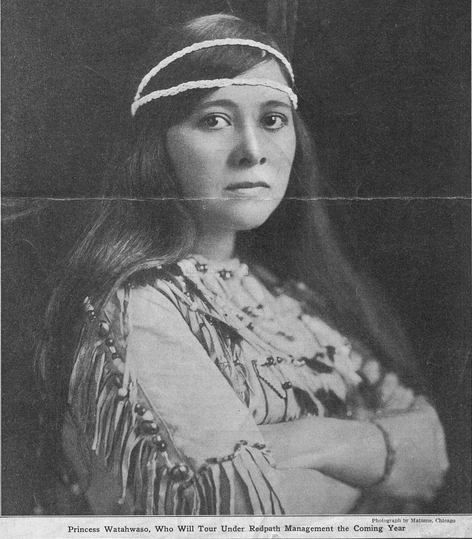
Lucy Nicolar Poolaw al comienzo de su gira. Imagen tomada de la portada de una publicación de 1916.

Lucy Nicolar Poolaw como la Princesa Watahwaso. Imagen tomada de la portada de una publicación de 1917.

Lucy Nicolar Poolaw (22 de junio de 1882 — 27 de marzo de 1969), también llamada Wa-Tah-Wa-So y nombrada como Princesa Watahwaso, era una artista penobscot en los circuitos Chautauqua y lyceum en Estados Unidos.

## Primeros años
Lucy Nicolar (Wa-Tah-Wa-So) nació en la reserva Penobscot Indian Island en el estado de Maine, hija de Joseph Nicolar y Elizabeth Joseph, ambos penobscot. Su padre era un líder de la comunidad  y un escritor que publicó el libro The Life and Traditions of the Red Man en 1893. Durante su niñez, Lucy Nicolar aprendió cestería y vendía artesanías con su familia en Kennebunkport, Maine. Ella y sus hermanas también cantaban canciones para los turistas para ganar dinero adicional. Durante su adolescencia fue una de las miembros fundadoras del Club Wabanaki de la isla, un club de mujeres admitido en la Federación de Clubes de Mujeres de Maine en 1897.
Nicolar estudió música en Boston y en Chicago.

## Carrera
Lucy Nicolar recorrió Estados Unidos usando el nombre artístico «Princesa Watahwaso», en los circuitos Chautauqua y Lyceum a partir de 1916, cantando canciones, tocando el piano, contando historias, bailando y vistiendo una indumentaria con flecos. Cantó «The Star-Spangled Banner» en el banquete anual de la organización Redpath-Vawter Chautauqua. Actuó en el Aeolian Hall de Nueva York  y participó en el programa para el Music Day en el Club de Prensa de Mujeres en Nueva York en 1920. Al escribir sobre su espectáculo en 1920, el periódico The New York Times comentó que «los dones nativos y adquiridos de Watahwaso produjeron un grado de encanto que no se escucha a menudo en la música primitiva». A pesar de que se presentó como «música primitiva», la mayor parte del repertorio de la Princesa Watahwaso fue escrita por compositores blancos, entre ellos Thurlow Lieurance y Charles Wakefield Cadman.
Lucy Nicolar también hizo más de una docena de grabaciones para la Victor Talking Machine Company entre 1917 y 1930.
Después de 1929, se retiró de los espectáculos escénicos y Lucy Nicolar Poolaw y su esposo abrieron una tienda de cestas —Chief Poolaw's Teepee— en Maine. También realizaba activismo junto a sus hermanas Emma y Florence abogando por los derechos de los pueblos nativos de los Estados Unidos en Maine. Una vez que el pueblo penobscot que vivía en la reserva en Maine logró el derecho al voto en 1955, Lucy Nicolar Poolaw realizó el primer voto.

## Vida personal
Lucy Nicolar se casó por primera vez en 1905 con un doctor de Boston, quienes se divorciaron en 1913. Se casó por segunda vez con su gerente y abogado Thomas F. Gorman, antes de 1918, que también se divorciaron. Su tercer esposo fue Bruce Poolaw (1906-1984) un artista colega. Se retiraron juntos en Maine. Lucy Nicolar Poolaw falleció en 1969 a los 87 años en la reserva Indian Island. La tienda de regalos de Poolaw, rebautizada como Princess Watahwaso's Teepee, ahora es un museo dirigido por el sobrino de Lucy, Charles Norman Shay.
Una de las cestas de Poolaw está en la colección de la Sociedad Histórica de Oklahoma. En el 2010 y el 2011 hubo una exhibición sobre ella, llamada «Aunt Lu: The Story of Princess Watahwaso» en el Museo Abbe.
El fotógrafo Horace Poolaw era su cuñado.